# Flughafen Nanjing-Lukou

i7
i11
i13
Der Flughafen Nanjing-Lukou (chinesisch 南京禄口国际机场, Pinyin Nánjīng Lùkǒu Guójì Jīchǎng, IATA-Code: NKG, ICAO-Code: ZSNJ) ist der internationale Flughafen der Provinzhauptstadt Nanjing der chinesischen Provinz Jiangsu. Er ist am Passagieraufkommen gemessen der vierzehntgrößte Flughafen Chinas. Der Flughafen liegt im Straßenviertel Lukou (禄口街道) des Stadtbezirks Jiangning.

## Fluggesellschaften und Ziele
Der Flughafen wird unter anderem von folgenden Fluggesellschaften angeflogen:
Passagiertransport:
- Air China: Peking, Chengdu
- Asiana Airlines: Seoul-Incheon
- Chengdu Airlines: Chengdu
- China Eastern Airlines: Peking, Changsha, Chengdu, Guangzhou, Hong Kong, Kunming, Ningbo, Osaka-Kansai, Seoul-Incheon, Shanghai-Pudong, Shenyang-Taoxian, Singapur, Taipei-Taoyuan, Tokyo-Narita, Xiamen, Xi’an
- China Southern Airlines: Peking, Guangzhou, Shenzhen, Xiamen
- Cathay Dragon: Hong Kong
- Hainan Airlines: Peking, Guangzhou, Xi’an, Shenzhen
- Lucky Air: Kunming, Wuhan
- Finnair: Helsinki
- Lufthansa: Frankfurt
- Mandarin Airlines: Taipei-Taoyuan
- Shandong Airlines: Fuzhou Kunming, Ningbo
- Shanghai Airlines: Peking, Guangzhou
- Shenzhen Airlines: Changchun, Changsha, Guangzhou, Shenzhen
- Xiamen Airlines: Changsha, Xiamen

Fracht:
- China Airlines Cargo: Taipei-Taoyuan
- China Postal Airlines: Peking, Changsha, Guangzhou, Hongkong, Shanghai-Pudong, Shenzhen, Xi’an
- Singapore Airlines Cargo: Anchorage, Atlanta, Chicago, Los Angeles

## Ausbaupläne
Ab 2013 soll folgender Ausbauplan beginnen (Phase 2):
- Bau eines zweiten Terminals
- A380-fähig machen (Bau einer zweiten 3600 × 60 Meter langen Start-/Landebahn)
- Bau neuer Taxiways
- Bau von 42 neuen Parkbereichen

Bei der voraussichtlichen Fertigstellung im Jahr 2020 soll der Flughafen eine Kapazität von 30 Millionen Passagieren und 800.000 Tonnen Fracht haben. Die Kosten belaufen sich auf etwa 1,5 Milliarden Dollar.
Bis 2030 ist geplant, den Flughafen an die U-Bahn Nanjing anzubinden. Eine Anbindung an den größten Fernverkehrsbahnhof der Stadt, Nanjing Südbahnhof, wird bis dahin von einem Bus-Shuttle übernommen.

## Zwischenfälle
- Alter Flughafen Nanjing-Dajiaochang: Am 31. Juli 1992 überrollte  eine Jakowlew Jak-42D der China General Aviation (B-2755) bei einem missglückten Startabbruch am Flughafen Nanjing-Dajiaochang, China das Bahnende um rund 600 Meter, weil die falsche Höhenrudertrimmung ein Abheben verhinderte. Von den 126 Insassen starben 107.[3]